# مرده و لعنتی
مرده و لعنتی (انگلیسی: The Dead and the Damned) فیلمی در ژانر وسترن و ترسناک است که در سال ۲۰۱۰ منتشر شد.